# 北條長時
北條長時（日语：／ Hōjō Nagatoki，1230年4月11日—1264年9月12日）是日本鎌倉時代中期武將，北條氏一門，鎌倉幕府第6任執權（任期：康元元年11月22日（1256年12月10日） - 文永元年（1264年））。由於居所在赤橋（現神奈川縣鶴岡八幡宮太鼓橋），因此又稱為赤橋長時。

## 家系
長時是六波羅探題北方連署北條重時與曾經侍奉第4任將軍藤原賴經的平基親之女治部卿局之子。長時出身自北條氏極樂寺流的嫡家，同時亦是赤橋流之祖，他还是第5任執權北條時賴的妻舅和第8任執權北條時宗的舅父。

## 生涯

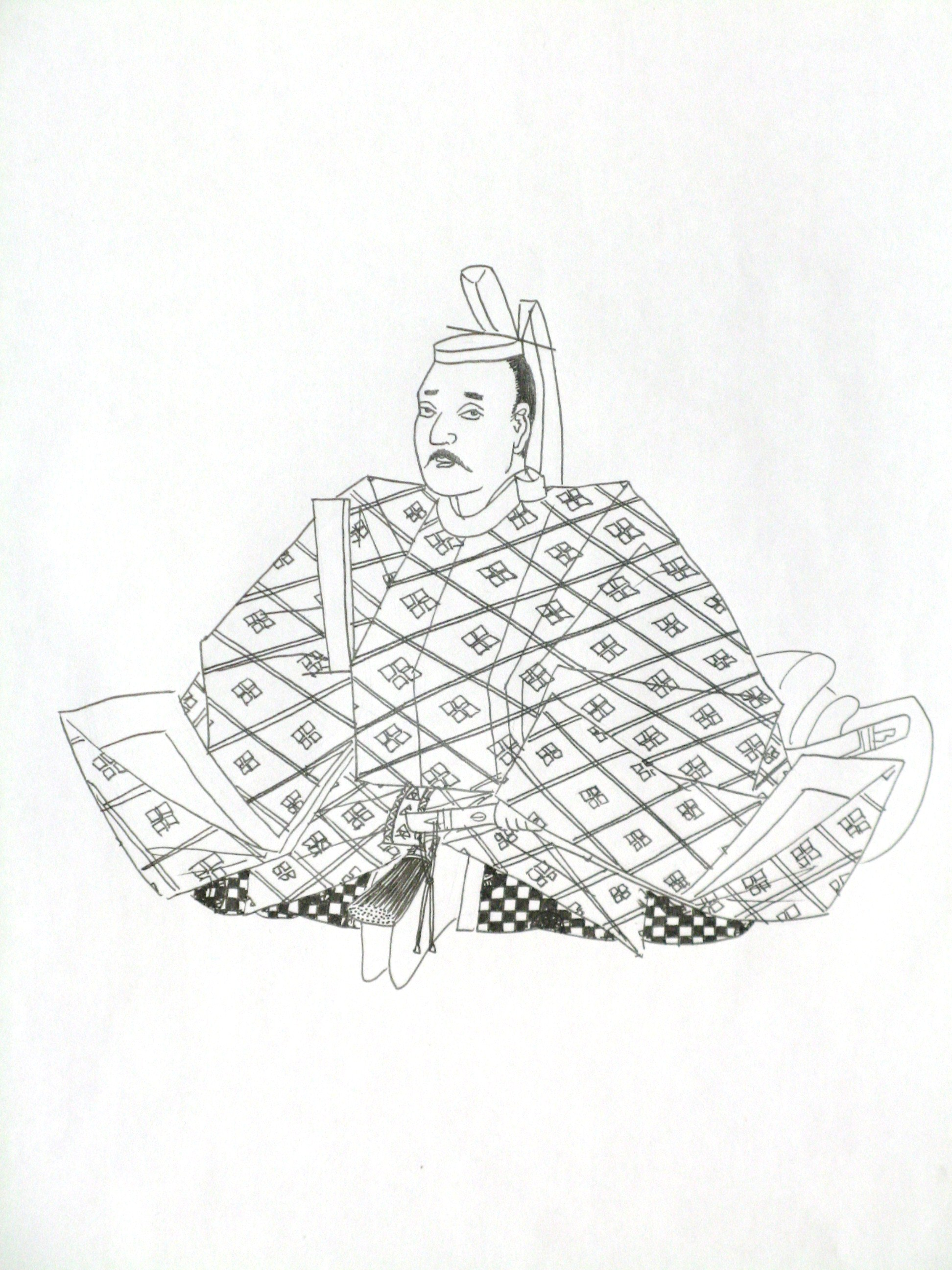
執權·北條長時肖像畫

長時是重時的次子，而重時獲任命為六波羅探題而上洛時長時亦有跟隨，並且在京都長大。
長時的異母兄嫡子北條為時在嘉禎元年（1235年）10月患上天花，病情嚴重之餘，康復後又出現精神問題的後遺症，後來被重時廢嫡，並且由長時成為嫡子。
寶治元年（1247年）春天，長時與北條時盛之女成婚，同年6月寶治合戰爆發後的7月，重時前往鎌倉支援其女婿第5任執權時賴，長時則在翌日就任六波羅探題，但是其身處的地方是在鎌倉還是京都則不明。建長8年（1256年），長時為了繼承引退的父親而返回鎌倉，六波羅探題的職位則由其弟北條時茂擔任，長時自己則成為評定眾，並且在同年7月獲任命為武藏守。
按《吾妻鏡》記載，建長8年（1256年）11月22日，時賴雖然患病，卻沒有讓出執權一職予其嫡子時宗，而是意外地讓給長時，並且同時領授武藏國務、侍所別當和鎌倉小町的別屋敷，然而時賴康復後卻重掌實權。正元2年和文應元年（1260年），長時雖然代表身患痢疾的宗尊親王參與在鶴岡舉行的放生會，但是長時自己在年末時亦受到病魔纏繞。文永元年（1264年）7月3日，長時因病辭去執權職務並且出家，由叔父北條政村繼任執權。同年8月21日，35歲的長時在妙光寺死去，同寺現在仍然保存長時的木像和牌位。
長時家系赤橋流的北條義宗、北條久時和北條守時等人扶搖直上，無需經由引付眾便能夠擢升為評定眾，在北條氏中的家格僅次於得宗，長時的曾孫分別有最後一任執權赤橋守時和足利尊氏正室赤橋登子等人。

## 個人
長時共有17首和歌獲收錄於《敕撰和歌集》中。另外，擔任執權的長時雖無實權，但是認真處理政務，缺乏爭權奪利的意欲，只是專注於處理事務，因此未有在時宗繼承時構成障礙，是一名個性溫和的人物。

## 經歷
- 寬元3年（1245年）3月29日，獲任命為從五位下左近衛將監。
- 寶治元年（1247年）7月18日，就任幕府北方六波羅探題。
- 建長8年（1256年）3月20日，退任六波羅探題，及後就任評定眾。7月20日，轉任武藏守。11月22日，就任執權。
- 正嘉2年（1258年）12月14日，升至從五位上，續任武藏守。
- 文永元年（1264年）7月3日，出家。8月21日，死去，享年35歲。

## 媒體形象
- 北條時宗（2001年NHK大河劇，演員：川崎麻世）

### 註解
1. ↑  《葉黃記》